# 沼澤巨龍屬
沼泽巨龙属是泰坦巨龙类蜥脚下目的恐龙，在晚白垩世期间生存于今天的罗马尼亚。它生活在一个被称为哈采格島的岛屿生态系统中。

## 叙述

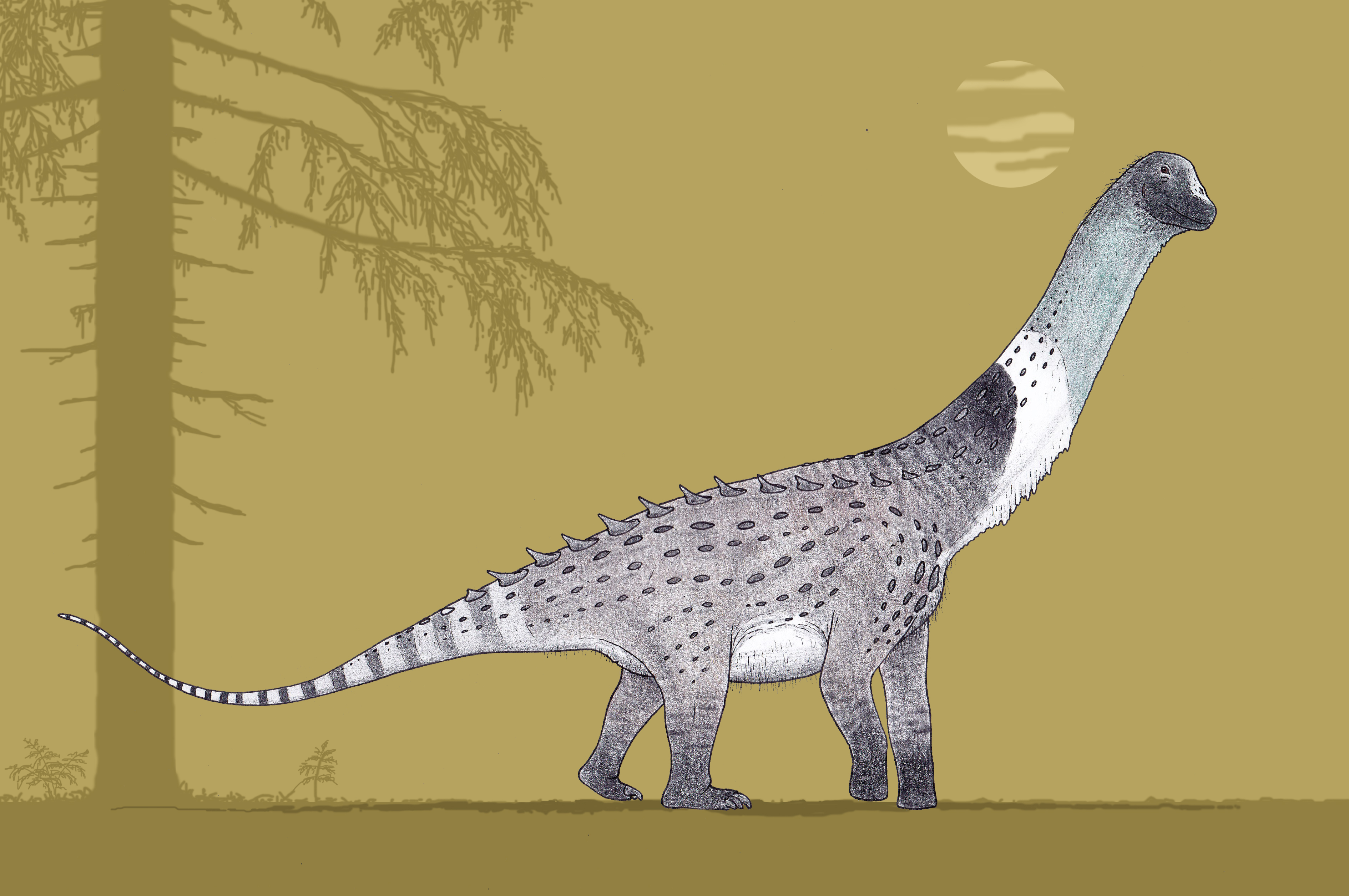
复原圖

沼泽巨龙是蜥脚类的一个小型成员，肩高约2（6英尺7英寸）。格雷戈里·保罗在2016年估计了达契亚马扎尔龙和沼泽巨龙的体长，并认为二者可能属于同一分类群，长6米（20英尺），重1吨。
化石残骸至少显示了四个独特特征，即自衍徵，表明P. nalatzensis是一个不同于与之类似的泰坦巨龙类的物种：后段背椎中，在前椎体横板（lamina centrodiapophysealis anterior）的顶部上，侧突（lateral process）下面的前嵴向前且向上倾斜弯曲，平行于前椎体横板的顶部，即后嵴，而不是接触它。在尾巴根部的椎骨和尾巴中段的第一椎骨上，神经棘短而直立，但其前缘有一明显的角，向前方突出。尾巴根部的椎骨和尾巴中段的第一椎骨呈前凹形（procoelous），因此椎体前表面凹陷，一些更靠后的中段尾椎呈两面扁平状（amphiplatous），前后表面平坦；但紧随其后排列的又是前凹形中段尾椎。坐骨脚与髂骨接触，外侧后部有一明显的三角形突起，形成一个与髂骨的坐骨脚重叠的支架。

## 发现与命名
2002年，比利时-罗马尼亚探险队在纳拉特-瓦德的罗尔玛尔河河底发现一具蜥脚类骨骼。这是当时在罗马尼亚发现的最完整的蜥脚类骨骼。2010年，佐尔坦·奇基（Zoltán Csiki）、维拉德·科德里亚（Vlad Codrea）、卡塔林·穆泽亚（Cǎtǎlin Jipa Murzea）和帕斯卡·迦德弗利兹（Pascal Godefroit）对模式种纳拉次沼泽巨龙（Paluditan nalatzensis）进行命名和叙述。属名取自拉丁语palus（“沼泽”）和希腊语Titan（巨人）。种名指化石发现地纳拉次-瓦德（Nǎlaț-Vad）。
正模标本UBB NVM1发现于哈采格盆地桑佩特罗组的粉砂质泥岩层中，可追溯至马斯特里赫特阶早期。它由缺少头骨的部分骨骼组成，含三节背椎、至少九节尾椎，十二个人字骨、骨盆的右半部分、一个左坐骨、右股骨下端和两个趾爪。这些遗骸并没有连接在一起，但由于它们之间紧密的联系而很可能代表一个单独个体。
沼泽巨龙的叙述者认为，这具骨骼可能是一种生活在同一栖息地的同时期泰坦巨龙类蜥脚类――达契亚马扎尔龙的标本。二者残骸的重叠部分相同。另一方面，它们没有显示出任何共同的独特特征，即共源性状，并且马扎尔龙化石发现于不同地点。他们认为有理由命名一个单独的分类单元等待进一步的发现。

## 演化关系
沼泽巨龙于2010年分配至泰坦巨龙类。更准确地说，它被视为一个岩盔龙类的可能成员。系统发育分析显示它是南美沉重龙的姊妹物种。

## 古生态学
沼泽巨龙生活在白垩纪的哈提格岛上，岛上有各种各样的动物，包括其它岛屿侏儒化物种，如它的近亲马扎尔龙、鸭嘴龙科的沼泽龙和禽龙类的查摩西斯龙。其它特有的恐龙包括结节龙科的厚甲龙、几种化石破碎的小型手盗龙类如重腿龙、沼泽鸟龙、七镇鸟龙及鸟翼类的巴拉乌尔龙。岛上生态系统的顶级掠食者是巨型神龙翼龙类翼龙目哈采格翼龍。